# Conseil de Singleton
Pour les articles homonymes, voir Singleton.
Le conseil de Singleton (en anglais : Singleton Council) est une zone d'administration locale située dans l'État de Nouvelle-Galles du Sud en Australie, dont le siège est Singleton.

## Géographie
La zone s'étend sur 4 893 km2 dans la région de l'Hunter, à environ 150 km au nord de l'agglomération de Sydney. Elle est traversée par la route de Nouvelle-Angleterre, sur l'axe reliant Sydney à Brisbane.

### Villes et localités
| - Singleton - Belford - Branxton - Broke | - Bulga - Camberwell - Carrowbrook - Ederslie | - Howes Valley - Jerrys Plains - Mirranie - Mount Olive | - Putty - Ravensworth - Warksworth |

## Histoire
Le comté de Singleton est créé le 1er janvier 1976 par la fusion entre la municipalité de Singleton et le comté de Patrick Plains.

## Démographie
| 2001   | 2006   | 2011   | 2016   | 2021   |
| ------ | ------ | ------ | ------ | ------ |
| 20 290 | 21 937 | 22 694 | 22 987 | 24 577 |

## Politique et administration
Le conseil comprend dix membres, dont le maire, élus pour un mandat de quatre ans. Les dernières élections ont eu lieu le 4 décembre 2021.
| Élections | Parti travailliste | Chasseurs, pêcheurs et fermiers | Indépendants |
| --------- | ------------------ | ------------------------------- | ------------ |
| 2012      | 0                  | 0                               | 10           |
| 2016      | 1                  | 0                               | 9            |
| 2021      | 1                  | 1                               | 8            |

### Liste des maires
| Période                                  | Période        | Identité    | Étiquette    | Qualité |
| ---------------------------------------- | -------------- | ----------- | ------------ | ------- |
| Les données manquantes sont à compléter. |                |             |              |         |
| septembre 2012                           | septembre 2016 | John Martin | Indépendant  |         |
| septembre 2016                           | en cours       | Sue Moore   | Indépendante |         |

La zone est rattachée à la circonscription de Hunter pour les élections fédérales et à celles de Cessnock et Upper Hunter pour les élections à l'Assemblée législative de Nouvelle-Galles du Sud.